# 皮博爾
皮博爾（Pibor）是南蘇丹東部的小鎮，座標位置6°48′N 33°8′E / 6.800°N 33.133°E，位於首都朱巴東北342公里的波馬州，毗鄰埃塞俄比亞，2011年7月居民人數少於1,000。該國面積最大的國家公園波馬國家公園位於皮博爾以東約65公里。

## 外部連結
- 皮博爾 Google Maps位置